# Vorwerk Schötzow
Vorwerk Schötzow war ein Wohnplatz in der preußischen Provinz Pommern. 
Der Wohnplatz wurde wohl Anfang des 18. Jahrhunderts als Vorwerk des Rittergutes Schötzow angelegt. Das Vorwerk lag etwa 1 ½ Kilometer nördlich von Schötzow in der Feldmark an der Landstraße nach Strachmin. In Ludwig Wilhelm Brüggemanns Ausführlicher Beschreibung des Herzogtums Vor- und Hinterpommern (1784) ist es im Artikel über Schötzow nur kurz als „ein kleines auf der Feldmark desselben gelegenes Vorwerk“ genannt.
Im Jahre 1816 wurden hier 30 Einwohner gezählt, im Jahre 1865 39 Einwohner und im Jahre 1905 41 Einwohner.
Das Vorwerk Schötzow gehörte zu dem im 19. Jahrhundert gebildeten Gutsbezirk Schötzow. Mit dem Gutsbezirk wurde es 1928 in die Landgemeinde Schötzow eingemeindet. Bis 1945 bildete Vorwerk Schötzow einen Wohnplatz in der Landgemeinde Schötzow und gehörte mit dieser zum Kreis Kolberg-Körlin der preußischen Provinz Pommern.
Nach 1945 kam das Gebiet, wie ganz Hinterpommern, an Polen. Heute liegt der Wohnplatz wüst. Die Wüstung liegt in der Woiwodschaft Westpommern, im Gemeindegebiet der polnischen Gmina Dygowo (Gemeinde Degow).